# Файзи, Мирхайдар
Файзуллин Мирхайдар Мустафович (псевдоним — Мирхайдар Файзи, Мишәр Фәйзи, тат. Мирхәйдәр Фәйзи, Мирхәйдәр Мостафа улы Фәйзуллин; 19 октября 1891 — 9 июля 1928, Баймак, Башкирская АССР, РСФСР, СССР) — татарский и башкирский драматург, редактор, поэт и публицист, основоположник жанра татарской национальной музыкальной драмы.

## Биография
Родился 19 октября 1891 года на хуторе Кукшель Орского уезда Оренбургской губернии. Отец — Мустафа Файзуллин, родом из деревни Шахмайкино Чистопольского уезда Казанской губернии (ныне Новошешминский район Республики Татарстан), служил управляющим хозяйства, принадлежавшего оренбургским предпринимателям Хусаиновым. Мать родом из деревни Татарская Каргала Оренбургской губернии (ныне в Сакмарском районе Оренбургской области). Через некоторое время семья переехала в Орск.
Образование получил в медресе при мечети в г. Орск (1902—1905) и в медресе Хусаиния с 1905, которое покинул через 2 года по состоянию здоровья Во время учебы в городе Орск по его инициативе в городе был организован драматический кружок татарской молодежи.
В 1905 году Мирхайдар Файзи написал свою первую пьесу — «Татарская свадьба», а в 1909 году свое первое сценическое произведение — комедию «Два Хасана». С 1910 года начал печататься в газете «Идел», журналах «Ялт-йолт», «Шура». в 1912 году вышел его первый сборник «Свои стихи». Написал пьесы «Среди цветов», «Прихорашивание», «Молодежь не даст обмануть». В 1911 году он, как актер дебютировал в спектакле «Стыд, или Горькие слезы» татарской труппы «Сайяр» под руководством режиссера Валиуллы Муртазина-Иманского.
В 1911—1916 годах собирал произведения башкирского и татарского фольклора в сёлах Орского уезда и Старобалтачевской волости Бирского уезда.
19 марта 1917 года в Оренбурге ставит музыкальную драму «Галиябану», положившей начало татарской национальной музыкальной драматургии. 
С 1919 года работал в библиотеке, открытой братьями Рамиевыми в д. Юлук.
В 1922 году переехал в с. Темясово, где работал сотрудником газеты «Кзыл Урал» («Красный Урал»), заведующим библиотекой.
В 1923 году переезжает в Казань, где работал в детском отделении центральной республиканской библиотеки. Проживая в Казани Файзи разъезжает по татарским селам и деревням, изучает устное народное творчество, собирает татарские песни.
В 1926 году заболел туберкулёзом и уехал на лечение в Крым, затем вернулся в Башкирию, работал в библиотеках Тубинска и Баймака.
Скончался 9 июля 1928 года. Похоронен рядом с братской могилой в центре Баймака. У Дома печати установлен бюст писателя.
Автор сборников стихов «Мои стихи» (1912), «Моя душа» (1913), пьес «На реке Урал» (1917—1918), «Белый колпак» (1922—1923), драм «Сагадатбану» (1916), пьес «Красная звезда» (1921—1923), составил сборник народных песен.
В Башкирском театре драмы поставлены его пьесы «Галиябану», «Возлюбленная», «Хамадия».

## Память
- У «Дома печати» в Казани и в городе Баймак (Республика Башкортостан) установлен бюст Файзи.
- В Казани и Баймаке его имя присвоено улицам.
- В д. Шуда Балтасинского района Республики Татарстан, где бывал Файзи, действует музей-усадьба писателя.
- В Оренбурге его имя присвоено татарскому драматическому театру.